# Уэст, Бенджамин
Бе́нджамин Уэ́ст (англ. Benjamin West; 10 октября 1738[…] или 10 ноября 1738, Спрингфилд-Тауншип, Пенсильвания — 11 марта 1820[…], Лондон) — американский живописец академического направления. Писал портреты и картины исторического жанра. Работал в США и Англии.

## Биография
Бенджамин Уэст родился в Спрингфилде (Пенсильвания, США) в семье трактирщика Джона Уэста (1690—1776) и Сары Пирсон (1697—1756), он был десятым ребёнком в семье. Позднее семья переехала в Ньютаун-Сквер, штат Пенсильвания, где его отец владел заведением «Square Tavern», до настоящего времени существующего в городе. В живописи Уэст был самоучкой, он рассказывал Джону Голту, с которым позже сотрудничал в работе над мемуарами «The Life and Studies of Benjamin West» (1816, 1820), что, когда он был ребёнком, индейцы показали ему, как писать картины, смешивая глину с берегов рек с медвежьим жиром в горшке.
В 1746—1759 годах Бенджамин Уэст работал в Пенсильвании, рисуя по большей части портреты. Когда он в 1756 году побывал в Ланкастере, оружейник Уильям Генри предложил ему написать картину «Смерть Сократа» (Death of Socrates) на основе гравюры из «Древней истории» Шарля Роллена. Результатом стала работа, значительно отличавшаяся от оригинала, названная «самой претенциозной и интересной картиной, созданной в колониальной Америке» («the most ambitious and interesting painting produced in colonial America»). Англиканский священник Уильям Смит, бывший в то время ректором колледжа Пенсильвании, увидев картину в доме Уэста, решил оказать ему помощь. Он предложил Бенджамину начать обучение и стал знакомить его с богатыми и влиятельными людьми Пенсильвании.
В 1756 году Уэст отправился в Филадельфию для обучения живописи. В то время он познакомился с Джоном Волластоном — художником, иммигрировавшим в США из Лондона. Изучал технику Волластона по написанию переливающихся шёлковых и атласных тканей, а также перенял некоторые особенности манеры его письма, в частности — изображение людей с большими миндалевидными глазами, что особенно ценилось заказчиками. Он был близким другом Бенджамина Франклина и написал его портрет. Франклин был крёстным отцом второго сына Уэста — Бенджамина.
После Пенсильвании художник работал в Нью-Йорке, писал заказные портреты. В 1760—1763 годах, при содействии Смита и Уильяма Аллена, совершил поездку в Италию, посетил многие итальянские города, изучая изобразительное искусство, что позволило ему расширить темы и сюжеты картин. В Италии он также копировал произведения Тициана и Рафаэля.
В 1763 году Бенджамин переехал в Англию и поступил на службу к королю Георгу III, писал портреты членов королевской семьи, создал два портрета самого короля. В Лондоне он подружился с известным английским живописцем Джошуа Рейнольдсом, вместе с которым в 1768 году участвовал в создании Королевской академии художеств.
В Англии Бенджамина Уэста стали называть «американским Рафаэлем». Его «рафаэлевская картина» с изображением архангела Михаила, связывающего дьявола, находится в коллекции Тринити-колледжа в Кембридже.
В 1770 году Уэст написал одну из самых известных и противоречивых картин — «Смерть генерала Вольфа», выставленную в экспозиции Королевской академии художеств в 1771 году. Хотя сначала картина получила негативную оценку Рейнольдса и других академических художников, посчитавших её оскорблением исторической живописи (люди на картине были одеты в современную, а не в античную одежду), но она стала пользоваться большим успехом, с неё делали копии, и в итоге сам Рейнольдс одобрил картину.
В 1772 году король Георг III назначил Уэста придвлрным «историческим живописцем» с ежегодным жалованьем в 1 000 фунтов стерлингов (он занимал эту должность до 1801 года). С 1791 года и до самой смерти Бенджамин Уэст был инспектором картин в коллекции короля. После смерти Рейнолдса в 1792 году стал вторым президентом Академии художеств, и занимал эту должность до 1805 года. В 1802 году Уэст посетил Париж.
Среди учеников Уэста были американские художники Вашингтон Олстон, Гилберт Стюарт, Чарльз Пил, Джон Синглтон Копли, Чарльз Бёрд Кинг. Одно время у него учился рисованию изобретатель Роберт Фултон, с чьим отцом художник был дружен и жил в его доме почти семь лет (1786—1793). В студии Уэста при его жизни занимался другой американский художник и изобретатель Сэмюэл Морзе.

## Последние годы
В церкви Святого Павла в Ювелирном квартале Бирмингема имеется витраж, созданный в 1791 году Фрэнсисом Эгинтоном по образцу алтарной картины, написанной в 1786 году Уэстом (сейчас находится в Художественном музее Далласа). В 1791 году Уэст был избран иностранным почётным членом Американской академии искусств и наук.
После потери королевского покровительства в начале XIX века Уэст начал серию крупномасштабных религиозных работ. Первая из них — «Христос исцеляет больных» — предназначалась в дар Пенсильванской больнице в Филадельфии; вместо этого он продал картину за 3000 фунтов стерлингов Британскому институту, который передал её Лондонской национальной галерее. Затем Уэст сделал авторскую копию этого произведения для отправки в Филадельфию. Успех картины побудил его написать серию ещё более крупных работ, в том числе «Смерть на бледном коне», картину, выставленную в 1817 году.
В России творчество художника было хорошо известно. В санкт-петербургском Эрмитаже имеются две картины Уэста.
Бенджамин Уэст умер в своем доме на Ньюман-стрит в Лондоне 11 марта 1820 года и был похоронен в в соборе Святого Павла. Ему было предложено рыцарское звание от британской короны, но он отклонил его, полагая, что вместо этого он должен стать пэром.

## Галерея
- Венера утешает Амура, ужаленного пчелой. Ок. 1786—1802. Холст, масло. Государственный Эрмитаж, Санкт-Петербург
- Договор Вильяма Пенна с индейцами. 1771—1772. Холст, масло. Пенсильванская академия изящных искусств, Филадельфия
- Генерал Джонсон спасает раненого французского офицера от томагавка североамериканского индейца. 1768. Холст, масло. Музей и художественная галерея Дерби, Великобритания
- Смерть генерала Вольфа. 1770. Национальная галерея Канады, Оттава
- Смерть рыцаря Баярда. 1772. Холст, масло. Королевская коллекция, Великобритания